# 日本大学山形高等学校
日本大学山形高等学校（にほんだいがくやまがたこうとうがっこう、英: Nihon University Yamagata Senior High School）は、山形県山形市鳥居ヶ丘にある私立高等学校。
通称は「日大山形」「日大」。日本大学の付属校である。
本稿では、2014年（平成26年）まで併設されていた日本大学山形中学校についても記述する。

## 概要
1958年（昭和33年）に学校法人山形学園によって設立された「山形第一高等学校」を前身とする。1962年（昭和37年）に学校法人山形学園が学校法人日本大学と合併し、現校名となった。
全国にさきがけ、高等学校として2002年に国際環境規格ISO14001を認証取得した。
制服は男子は金ボタン5個の黒詰襟学生服（標準学生服）であり、女子は女子部開設以来セーラー服である。
設置課程・学科
学科としては普通科のみだが、進学コースI・II、特進コース、2003年（平成15年）より設置された推薦入学のみのスポーツクラスがある。かつて商業科があったが、現在は廃止されている。
教育方針
1. 豊かな情操と信愛の心に満ちた品性ある人格を養う。
2. 自ら真剣に学習し、知識を高め、深い教養を身につけるよう努める。
3. 心身を鍛錬し、いかなる試練にも耐え得る強い精神力と身体を養う。

校歌
1960年（昭和35年）に制定。作詞は神保光太郎、作曲は清水脩による。歌い出しは「ボーイズビーアンビシャス」。
施設
2016年現在、6つの校舎と2つの体育館がある。

## 沿革
- 1958年（昭和33年）
  - 3月8日：「山形第一高等学校」（男子校）として学校法人山形学園が設立。
  - 4月1日：霞城公園内に仮校舎で開校。普通科設置。
  - 9月1日：本校舎[注釈 2]完成。現校地に移転。
- 1959年（昭和34年）3月31日：体育館[どれ?]竣工。
- 1960年  (昭和35年) 
  - 4月1日：商業科を設置。
  - 10月1日：校歌制定。
- 1962年（昭和37年）11月28日：学校法人日本大学と学校法人山形学園が合併し、現校名となる[6]。
- 1963年（昭和38年）：第45回全国高等学校野球選手権大会に初出場。
- 1964年（昭和39年）3月31日：5号館竣工。
- 1966年（昭和41年）
  - 3月3日：1号館竣工。
  - 4月1日：女子部設置。
  - 6月29日：体育館[どれ?]竣工。
- 1967年（昭和42年）3月31日：4号館竣工。
- 1971年（昭和46年）11月2日：3号館竣工。
- 1973年（昭和48年）：第45回選抜高等学校野球大会に初出場。
- 1976年（昭和51年）
  - 1月8日：部室棟竣工。
  - 3月29日：総合運動場用地購入。
- 1978年（昭和53年）10月26日：総合運動場完成。
- 1982年（昭和57年）4月30日：管理棟竣工。
- 1987年（昭和62年）4月1日：男女共学となる[7]。特進コースを設置。
- 1989年（平成元年）4月1日：日本大学山形中学校開校。
- 1992年（平成4年）8月31日：総合運動場拡張。
- 2001年（平成13年）7月19日食堂・体育教員室竣工。
- 2002年（平成14年）
  - 2月[要出典]：国際環境規格ISO14001認証取得[1]。
  - 4月1日：商業科募集停止。
- 2006年（平成18年）8月：第88回全国高等学校野球選手権大会において、野球部が山形県勢初の夏の甲子園ベスト8を達成。
- 2012年（平成24年）4月：中学校募集停止。
- 2013年（平成25年）8月：第95回全国高等学校野球選手権大会において、野球部が山形県勢初の夏の甲子園ベスト4を達成[8]。
- 2014年（平成26年）3月31日：日本大学山形中学校廃止[9][10][11][12]。
- 2017年 (平成29年) 8月：第99回全国高等学校野球選手権大会に出場。
- 2018年（平成30年）3月：第90回記念選抜高等学校野球大会に出場。春のセンバツ出場は36年ぶり。

## 部活動
男子バスケットボール部は1982年春の選抜（現・ウィンターカップ）で能代工業を下して優勝している。また、男子水泳部も2001年、インターハイの競泳の部において総合優勝を果たしている。
2006年8月、硬式野球部が夏の甲子園（第88回）で山形県勢初の全国ベスト8に入った（ベンチ入り18人中16人が地元選手である）。その準々決勝戦では、全国制覇の早稲田実に善戦し、8回表まで2-1と1点リードしていたが、その後8回裏に逆転された結果、2-5と敗退。ベスト4進出はならなかった。翌年の2007年、2年連続で夏の甲子園（第89回）に出場したが、初戦（2回戦）で、この年の春の優勝校常葉菊川と対戦し、4-12で敗退した。2013年夏（第95回）では、日大三、作新学院、明徳義塾といった全国制覇を経験した学校を下し、山形県勢初の全国ベスト4に入った。
2017年には男子バスケットボール部が県予選を勝ち上がり、ウインターカップ2017に出場した。1回戦で兵庫県の育英高校に71-66で勝利している。続く2回戦では長崎県の長崎西高校に66-65で勝利しベスト16に進んだが、3回戦で愛知県の中部第一高校に95-72で負けている。10年振りの全国大会出場だったが、個々の力を見事に発揮し古豪復活とも言われている。
また、サッカー部、男子バレーボール部、女子バレーボール部、ラグビーフットボール部、ハンドボール部、その他の部活動も全国大会に出場している。
運動部
野球、バスケットボール（男女）、サッカー、剣道、バドミントン、陸上競技、柔道、卓球、ボクシング、バレーボール（男子）、ソフトテニス、スキー、水泳、テニス（男女）、ラグビーフットボール、ゴルフ、ハンドボール（男女）
文化部
吹奏楽、美術、英会話、写真、生物、演劇、書道、放送、JRC、音楽、ダンスドリル、漫画
愛好会
フィットネス
女子バスケットボール部とゴルフ部は新入生の募集を行っていない。

## 所在地
- 本校：山形県山形市鳥居ヶ丘4-55
- 総合運動場：山形県山形市大字中桜田字東大坊7-2

## 交通
- 山形駅より徒歩32分
- 山交バス 日大山高前バス停より徒歩1分又は元木バス停より徒歩5分

## 著名な出身者

### 野球
- 小山田健一
- 広野准一
- 栗原健太
- 奥村展征
- 石山智也
- 中野拓夢

### サッカー
- 高橋健二
- 鈴木克美
- 後藤純二

### その他スポーツ
- 西田崇 - スノーボーダー
- 菊地祥平 - バスケットボール
- 奥山義行 - 陸上
- 岡澤セオン - ボクシング
- 熊坂拓哉 - テニス
- 蔵玉錦敏正 ‐ 中退。相撲

### 文化
- 岡崎裕美子 - 歌人
- 阿部ゆたか - 漫画家
- 藤林聖子 - 作詞家
- 荒井良二 - 絵本作家、イラストレーター
- 板垣公一 - アマチュア天文家、コメットハンター

### 芸能・マスコミ
- トモ (テツ＆トモ) - お笑い芸人
- 佐藤正宏 - 俳優
- 畠中洋 - 俳優
- 牛嶋俊明 - アナウンサー
- 森谷勇太 - 俳優
- 佐藤優（中学校卒）- アナウンサー

## 日本大学山形中学校
日本大学山形中学校（にほんだいがくやまがたちゅうがっこう）とは、1989年（平成元年）から2014年（平成26年）まで日本大学山形高等学校に併設されていた山形県山形市鳥居ヶ丘にあった私立中学校。山形県初の私立中学校であった。
1989年（平成元年）4月より日本大学山形中学校を開校して併設型中高一貫教育を行っていたが、初年度から受験者数が定員を下回り、2012年（平成24年）4月1日より生徒の募集を停止し、2013年（平成25年）12月26日開催の山形県私立学校審議会にて、少子化により入学者の確保が見込めないとして2014（平成26年）年3月31日付での廃止認可が答申された。2014年（平成26年）3月15日に閉校式が挙行され、日本大学山形中学校はその歴史に幕を下ろした。開校から廃校までの累計卒業者数は743名であった。